# Valentin Bakfark

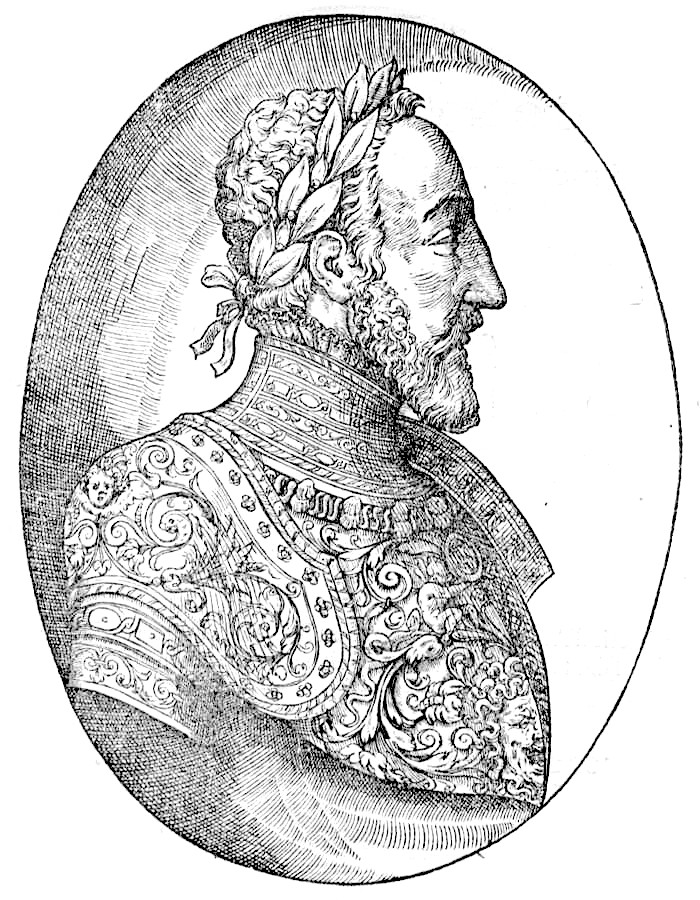
Valentin Bakfark

Valentin Greff Bakfark (Valentinus Greff Bakfark, Bálint Bakfark [ˈbaːlint ˈbɒkfɒrk], * um 1507 in Kronstadt/Siebenbürgen (damals Brassó/Ungarn); † 15. August 1576 in Padua) war ein ungarischer Lautenist und ein Instrumentalkomponist der Renaissance.

## Leben
Bakfark wuchs in Siebenbürgen auf, wo er am Hofe des Woiwoden und späteren ungarischen Königs Johann Zápolya unterrichtet wurde. Anschließend wurde er dessen Hofmusiker. Sein Bruder Mihály (Michael) Bakfark war Lautenist am Hofe des Fürsten Johann Sigismund Zápolya (1540–1571) von Siebenbürgen. Durch diesen kam er nach Italien, wo er seine Fähigkeiten perfektionierte und begab sich von dort aus an den Hof Heinrichs von Frankreich. Von 1549 bis 1566 war er Lautenist des polnischen Königs und Großfürsten von Litauen Sigismund II. August in Vilnius. Er gerät dort jedoch unter Spionageverdacht und muss flüchten. Bis 1568 ist er Hoflautenist des Kaisers in Wien. Anschließend kehrt er in seine Heimat nach Ungarn zurück und übersiedelte zuletzt nach Padua, wo er am 15. August 1576 an der Pest starb.
Bakfark wurde durch seine Sammlungen von Lautenmusik bekannt, die Bearbeitungen zeitgenössischer Madrigale, Chansons, Motetten und Tänze enthielten. Wie seine eigenen Kompositionen, mehrere Fantasien und ein Passamezzo, zeichnen sie sich durch bedeutende instrumentale Technik und eine kunstvolle Polyphonie auf der Höhe seiner Zeit aus. Seine Werke fanden durch Abschriften Verbreitung.
Sein ungefähres Geburtsdatum wurde nach dem Text einer Gedenktafel an seinem Grab ermittelt, die 1578, zwei Jahre nach seinem Tod,  von der „Natio Germanica“ (eine Organisation deutscher Studenten und Gelehrter an der Universität Padua) errichtet wurde. Darin heißt es:

“Obiit Anno Domini MDLXXVI. Idibus Augusti. Vixit Annos LXIX”

„Er starb im Jahre des Herrn 1576. Mitte August. Er lebte 69 Jahre“

Damit wäre er zwischen September 1506 und August 1507 geboren.

## Werke
Es gibt Drucke der Werke Bakfarks. Weitere seiner Werke sind in zeitgenössischen Manuskripten oder Drucken enthalten. Zur Würdigung und breiten Aufführung seines Schaffens ab der zweiten Hälfte des 20. Jahrhunderts trug der ungarische Lautenist Dániel Benkő bei.
- Intabulatura Valentini Bacfarc Transilvani Coronensis – Liber primus. Lyon 1553.
- Premier Livre de Tabelature de Luth contenant plusieurs fantasies, motetz, chanson françoises, et madrigalz. Paris 1564.
- Valentini Greffi Bakfarci Pannonii Harmoniarum Musicarum in usum testudinis factarum – Tomus Primus. Krakau 1565.
- Niemiecka tabulatura lutniowa. 1575 (archive.org – Deutsche Lautentabulatur).

## Forschung und Rezeption
Das Leben und die Werke des Lautenisten wurden mehrfach in Romanen und wissenschaftlichen Abhandlungen beschrieben:
- Der österreichische Musikwissenschaftler Adolf Koczirz (1870–1941) untersuchte insbesondere Lautenmusik und veröffentlichte 1911 in der Reihe Denkmäler der Tonkunst in Österreich eine Sammlung originaler Lautenkompositionen des 16. Jahrhunderts, in der er elf Werke Bakfarks analysierte. Dabei gab er in der Einführungsstudie einen umfassenden Bericht über Bakfarks Leben und Musik.
- Der polnische Musikwissenschaftler und Komponist Henryk Opieński (1880–1942) verfasste 1914 eine Monographie, die sich ausschließlich mit Bakfark befasste, die jedoch nie gedruckt wurde. Er veröffentlichte jedoch einige dokumentarische Artikel in polnischen Zeitschriften.
- Der ungarische Musikwissenschaftler Otto Gombosi (1902–1955) gab 1935 eine Monographie über Bakfark heraus. Im Anhang zu diesem Werk druckte er Originaltexte vieler zeitgenössischer Dokumente zu Bakfark ab. Viele davon gingen im Zweiten Weltkrieg verlorenen oder wurden zerstört.
- Egon Hajek: König Lautenschläger. Leben und Abenteuer eines fahrenden Sängers aus Siebenbürgen. J. F. Steinkopf, Stuttgart 1940.
- Der ungarische Reiseschriftsteller Tibor Fajth (1909–1975) verfasste unter dem Titel Fejedelmek lantosa : Bakfark Bálint életének regénye eine Roman über Bakfark, der kurz nach seinem Tod im Jahr 1976 herausgegeben wurde.[3]
- István Homolya verfasste 1882 eine Biografie Valentin Bakfark – Ein Lautenist aus Siebenbürgen., die in mehrere Sprachen übersetzt wurde, und gab 1986 eine Abhandlung über Das Lautenbuch von Lyon heraus. Er veröffentlichte auch einige von Bakfarks Kompositionen.